# 강화 (가수)
강화(1982년 ~)는 중국의 트로트 가수다. 가무단원으로도 활동한 바 있다.

## 방송
- 내일은 미스터트롯 (2020) - Top47(31위)

## 음반
- 인연 (1999)
- 행복해라 (2015)